# متی‌راپون
متی‌راپون (انگلیسی: Metyrapone) (با نام تجاری Metopirone) دارویی است که در تشخیص نارسایی غده آدرنال و گاهی در درمان سندرم کوشینگ (هیپرکورتیزولیسم) به کار می‌رود.

## کاربرد پزشکی
متی‌راپون می‌تواند در تشخیص نارسایی غده آدرنال استفاده شود. مت‌یراپون ۳۰ میلی‌گرم بر کیلوگرم، حداکثر دوز ۳۰۰۰ میلی‌گرم، در نیمه‌شب معمولاً همراه با میان‌وعده تجویز می‌شود. کورتیزول پلاسما و ۱۱-دئوکسی کورتیزول صبح روز بعد میان ساعت ۸:۰۰ تا ۹:۰۰ صبح اندازه‌گیری می‌شود. کورتیزول پلاسما کمتر از ۲۲۰ نانومول در لیتر نشان دهنده مهار کافی ۱۱β-هیدروکسیلاز است. در بیماران با محور دست نخورده هیپوتالاموس-هیپوفیز-آدرنال، سطوح CRH و ACTH در پاسخ به کاهش سطح کورتیزول افزایش می‌یابد. این منجر به افزایش پیش‌سازهای استروئیدی در مسیر می‌شود؛ بنابراین، اگر سطح ۱۱-دئوکسی کورتیزول بالا نرود و کمتر از ۷ میکروگرم در دسی‌لیتر (۲۰۲ نانومول در لیتر) باقی بماند و هورمون آدرنوکورتیکوتروپیک (ACTH) افزایش یابد، به شدت نشان‌دهنده نارسایی آدرنال است. اگر نه ۱۱-دئوکسی کورتیزول و نه ACTH افزایش نیابد، به شدت نشان‌دهنده اختلال در محور هیپوتالاموس-هیپوفیز-آدرنال در هیپوفیز یا هیپوتالاموس است.
آزمایش متی‌راپون ممکن است به تأیید علت سندرم کوشینگ کمک کند. بیشتر بیماران مبتلا به اختلال عملکرد هیپوفیز یا میکروآدنوم هیپوفیز ترشح ACTH را در پاسخ به متیراپون افزایش می‌دهند، در حالی که بیشتر تومورهای اکتوپیک تولیدکننده ACTH این گونه نیستند. ماکروآدنوم هیپوفیز همیشه به متی‌راپون پاسخ نمی‌دهد.
متی‌راپون برای کنترل پزشکی هیپرکورتیزولیسم در سندرم کوشینگ (وابسته یا مستقل به ACTH) استفاده می‌شود. هدف از درمان پزشکی دستیابی به کنترل پیش از عمل هیپرکورتیزولیسم یا کنترل بیماری باقی‌مانده پس از عمل (TSS، آدرنالکتومی) است. این برای درمان/درمان قطعی طولانی مدت نیست، تنها به عنوان یک کمک کمکی (در اکثر علل سندرم کوشینگ، جراحی هدف از درمان است). بنابراین متی‌راپون با مهار استروئیدوژنز آدرنال عمل می‌کند. یکی از عوارض جانبی هیرسوتیسم (در زنان) به دلیل پیش سازهای آندروژن اضافی ایجاد شده‌است. عامل رایج دیگری که برای درمان پزشکی کوشینگ استفاده می‌شود، کتوکونازول (یک عامل ضد قارچ) است. این عارضه جانبی هیرسوتیسم را نشان نمی‌دهد.